# Johan Söderqvist
Johan Söderqvist (* 11. Februar 1966 in Täby als Ulf Johan Söderqvist) ist ein schwedischer Filmkomponist.

## Leben
Johan Söderqvist wurde 1966 als Ulf Johan Söderqvist in der Gemeinde Täby, in der Nähe von Stockholm geboren. Er studierte Komposition und Instrumentationslehre an der Königlichen Musikhochschule Stockholm und begann danach als Keyboarder in Jazz- und Folk-Bands wie Enteli zu spielen und um die Welt zu reisen. Ende der 1980er Jahre nahm er mit der schwedischen Jazzband Mynta zwei Platten auf (Bara För Längtan, 1986; Indian Time, 1987). Anfang der 1990er Jahre begann Söderqvist als Filmkomponist zu arbeiten und schrieb die Klaviermusik zu Anders Grönros preisgekrönter Kinoproduktion Agnes Cecilia – en sällsam historia. Bereits seine ersten beiden Filmkompositionen brachten ihm den schwedischen Musikpreis Grammis ein. Es folgten Engagements für weitere Film- und Fernsehproduktionen und Söderqvist wurde vermehrt für Projekte von so renommierten skandinavischen Filmemachern wie Kjell-Åke Andersson, Mikael Hellström, Peter Lindmark, Henry Meyer, Thomas Vinterberg oder Linus Torell verpflichtet. Eine langjährige Zusammenarbeit verbindet den schwedischen Filmkomponisten mit der Dänin Susanne Bier und seinem Landsmann Daniel Fridell, für die er bisher mehr als die Hälfte ihrer jeweiligen Filmproduktionen vertonte. Der internationale Durchbruch brachte Söderqvist die Filmmusik zu Biers Familiendrama Brothers – Zwischen Brüdern (2004) ein, für die er 2005 eine Nominierung für den Europäischen Filmpreis erhielt und bei den Filmfestspielen von Cannes 2006 einen Preis gewann. Bier setzte ihn daraufhin auch für die Oscar-nominierte dänisch-schwedische Koproduktion Nach der Hochzeit (2006) und ihr Hollywood-Debüt Eine neue Chance (2007) mit Halle Berry und Benicio del Toro ein. 2008 war er für die Musik von Tomas Alfredsons erfolgreichen Horrorfilm So finster die Nacht zuständig. Ein Jahr darauf folgte die Filmmusik zu Hermine Huntgeburths Fontane-Verfilmung Effi Briest, in der Julia Jentsch die Titelrolle bekleidete.
Neben der Arbeit an Film- und Fernsehproduktionen schuf Söderqvist auch Musik für Radiohörspiele oder Theaterstücke. Am Riksteatern zeigte er sich unter anderem für die Musik von Leif Stinnerboms Inszenierungen Gösta Berling (1992), Celestina (1996), Nils Holgersson (1999) und am Stockholms Stadsteater für Philip Zandéns Hamlet (2004) verantwortlich. 2007 beendete Söderqvist die Arbeit an seinem ersten Soloalbum für das schwedische Plattenlabel Phono Suecia. 2011 komponierte er den Soundtrack für den philippinischen Thriller The Road.

## Filmografie (Auswahl)
- 1991: Agnes Cecilia – en sällsam historia
- 1991: Freud flyttar hemifrån…
- 1992: Brev til Jonas
- 1992: Der Lehrling des Meisterdiebs (Stortjuvens pojke)
- 1994: Det bli’r i familien
- 1995: Pensionat Oskar
- 1997: Under ytan
- 1998: Glasblåsarns barn
- 2000: Dubbel-8
- 2001: Familjehemligheter
- 2002: Zwei kleine Helden (Bäst i Sverige!)
- 2003: Misa Mi – Freundin der Wölfe (Misa mi)
- 2003: Klaras Fall (Rånarna)
- 2004: Brothers – Zwischen Brüdern (Brødre)
- 2006: Nach der Hochzeit (Efter brylluppet)
- 2006: Exit
- 2006: Herr Vig und die Nonne (The Monastery: Mr. Vig and the Nun)
- 2007: Walk the Talk
- 2007: Eine neue Chance (Things We Lost in the Fire)
- 2007: Pirret
- 2008: So finster die Nacht (Låt den rätte komma in)
- 2008: Troubled Water (DeUsynlige)
- 2009: Sammen
- 2009: Effi Briest
- 2009: Vanvittig forelsket
- 2009: Tannöd
- 2010: Earth Made of Glass
- 2010: Kongen av Bastøy
- 2010: Limbo
- 2010: In einer besseren Welt (Hævnen)
- 2010: King of Devil’s Island (Kongen av Bastøy)
- 2011: El Medico: The Cubaton Story (Dokumentation)
- 2011: Süchtig nach Liebe (Dokumentation)
- 2011: Die Nacht der Jäger (Jägarna 2)
- seit 2011: Die Brücke – Transit in den Tod (Bron/Broen, Fernsehserie)
- 2012: Kon-Tiki
- 2012: Love Is All You Need
- 2013: Erbarmen (Kvinden i buret)
- 2014: Serena
- 2014: Zweite Chance (En chance til)
- 2015: Käpt’n Säbelzahn und der Schatz von Lama Rama (Kaptein Sabeltann og skatten i Lama Rama)
- 2016: Springflut (Springfloden, Fernsehserie)
- 2016: The Limehouse Golem
- 2016: The King’s Choice – Angriff auf Norwegen (Kongens nei)
- 2017: The Quake – Das große Beben (Skjelvet)
- 2019: Amundsen
- 2019: The Last Vermeer
- 2020: Betrayed
- 2021: Utvandrarna
- 2021: Kein Lebenszeichen (Disparu à jamais, Miniserie)
- 2022: Anatomie eines Skandals (Anatomy of a Scandal, Miniserie)
- 2024: Madame Web

## Computerspiele (Auswahl)
- 2008: Mirror’s Edge
- 2016: Battlefield 1 (zusammen mit Patrik Andrén)
- 2018: Battlefield V (zusammen mit Patrik Andrén)

## Auszeichnungen
- 1992: Grammis für Agnes Cecilia – en sällsam historia und Freud flyttar hemifrån... (Kategorie: Beste Instrumentalaufnahme)
- 1995: Guldklappa für Se människa är människas fröjd (Beste Musik)
- 1999: Guldklappa für The Sun, the Water and the Star (Beste Musik)
- 2005: Nominierung für den Europäischen Filmpreis für Brothers – Zwischen Brüdern (Beste Filmmusik)
- 2006: UCMF Film Music Award der Internationalen Filmfestspiele von Cannes für Brothers – Zwischen Brüdern
- 2006: Nominierung für den Europäischen Filmpreis für So finster die Nacht (Beste Filmmusik)
- 2009: Amanda für Troubled Water (Beste Filmmusik)
- 2011: Amanda für King of Devil’s Island (Beste Filmmusik), eine weitere Nominierung für Limbo